# Товстий Роман Іванович
Роман Іванович Товстий (нар. 18 червня 1979, смт Решетилівка, Решетилівський район, Полтавська область, Україна) — український політик, державний діяч.
Тимчасовий виконувач обов'язків голови Полтавської обласної державної адміністрації (з 15 березня по 11 червня 2019 року)..

## Життєпис
Народився 18 червня 1979 року в селі Решетилівка Решетилівського району Полтавської області.
У 2002 році закінчив Полтавський національний педагогічний університет імені Володимира Короленка за спеціальністю: педагогіка і методика середньої освіти, історія, географія, вчитель історії і географії, організатор краєзнавчо-туристичної роботи
У 2017 році закінчив Національну академію державного управління при Президентові України, здобув ступінь магістра у сфері управління соціальним розвитком.

## Політична діяльність
Кандидат у народні депутати від партії «УДАР» на виборах у 2012 році.
Депутат Полтавської обласної ради VII скликання.

## Трудова діяльність
З липня по серпень 1996 року — різнороб колективного сільськогосподарського підприємства імені Горького смт Решетилівки Полтавської області.
З вересня 1996 по червень 1997 року — учень Решетилівського професійно-технічного училища № 52 Полтавської області.
З вересня 1997 по червень 2002 року — студент Полтавського державного педагогічного університету імені В. Г. Короленка.
З червня 2002 по квітень 2014 року — приватний підприємець у місті Полтаві. З липня 2011 по квітень 2014 працював менеджером із закупівлі товариства з обмеженою відповідальністю «Кернел-Трейд» у Полтаві.

## Державна діяльність
З квітня 2014 року — заступник голови Полтавської обласної державної адміністрації.
15 березня 2019 року Президент України призначив Товстого Р. І. тимчасовим виконувачем обов'язків голови Полтавської обласної державної адміністрації.

### Декларація
- Е-декларація